# Nepalkanchia
Nepalkanchia is een geslacht van hooiwagens uit de familie Sclerosomatidae.
De wetenschappelijke naam Nepalkanchia is voor het eerst geldig gepubliceerd door Martens in 1990. 

## Soorten
Nepalkanchia omvat de volgende 2 soorten:
- Nepalkanchia pluviosilvestris
- Nepalkanchia silvicola